# Anatoecus dentatus
Anatoecus dentatus – pasożyt należący obecnie do Phthiraptera, według dawnej systematyki należał do wszołów. Jest najczęściej spotykanym pasożytem kaczki domowej, gęsi domowej.
Samiec długości 1,3 mm, samica 1,8 mm. Są zabarwienia brunatnego. Bytują na całym ciele w piórach, czasami na skórze. Występuje na terenie Europy.